# 스트래토스피어 라스베이거스

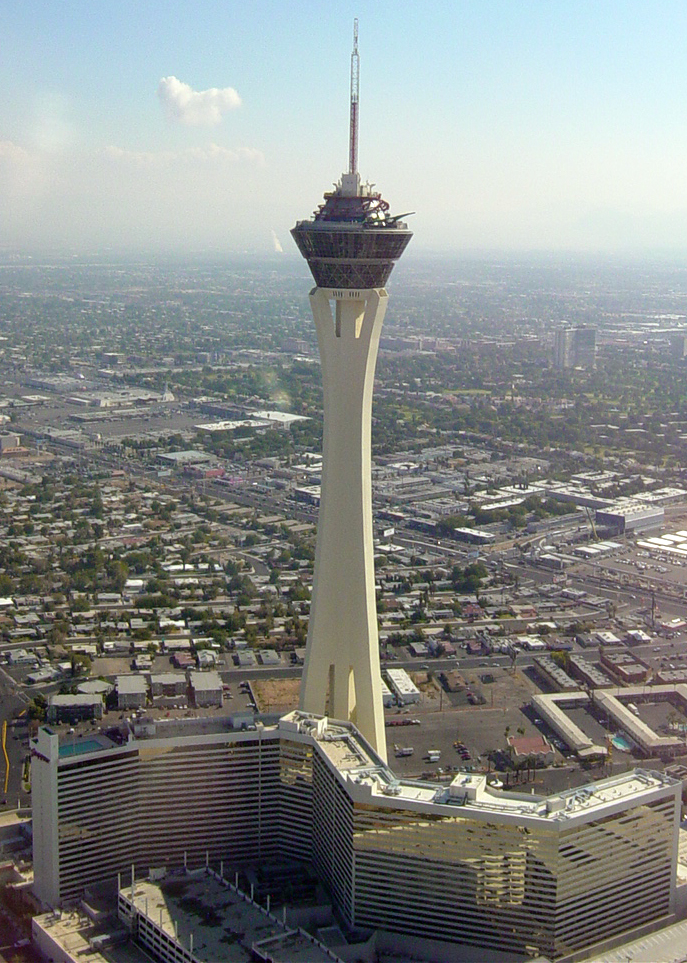
스트래토스피어 라스베이거스 (2003년 11월)

스트래토스피어 라스베이거스(Stratosphere Las Vegas)는 미국 네바다주 라스베이거스 스트립에 있는 호텔, 카지노이다. 미국에서 5번째로 높은 건물이며, 높이는 350m이다.

## 라이브 엔터테인먼트
개장 당시 Stratosphere에는 700석 규모의 브로드웨이 쇼룸,과 공연자를 초대하는 300석 규모의 라운지인 Images Cabaret가 포함되었다. Stratosphere는 처음에는 라운지에서 공연되었던 American Superstars라는 연예인 모방 쇼와 함께 문을 열었다. 댄니 건스도 쇼룸에서 상주 공연을 펼쳤다. 건스의 계약은 1996년 말에 만료되었고 그는 Stratosphere와의 불일치로 Rio 리조트로 이적했다. 건스는 리조트가 재정적으로 할 수 없었지만 그의 공연에 대해 Stratosphere에서 더 많은 광고를 원했다. 한편 리조트는 건스에게 더 자주 공연을 요구했지만 그는 거절했다. 그의 출발 후 American Superstars가 쇼룸으로 이사했다.
리조트의 재정을 개선하기 위해 1996년 10월 브로드웨이 쇼룸에서 소규모 오후 공연인 Viva Las Vegas가 개최되었다. 이 공연은 1996년 초 Sands Hotel and Casino에서 문을 닫기 전까지 5년 동안 운영되었다. 최면술사 Marshall Sylver는 1997년 Images Cabaret에서 공연을 시작했다. 2년 후 Images Cabaret는 리조트의 다른 곳으로 이전되었다. 원래 위치는 새로운 스포츠 북으로 대체되었다.
2001년 현재 Viva Las Vegas는 라스베가스 역사상 가장 오래 지속된 오후 쇼였다. 그 해 말에 Outdoor Events Center라는 야외 무대가 개장했다. 그랜드 스탠드 형태로 지어졌으며 약 3,600명을 수용할 수 있다. 규모가 큰 공연장의 대안으로 Outdoor Events Center는 권투 경기와 음악 공연 등 저렴한 가격의 이벤트를 제공했다. 2004년에 리조트의 Theater of the Stars 쇼룸은 Tim Molyneux의 록 앤 롤 음악을 특징으로 하는 Bite라는 상의없는 뱀파이어 테마 쇼를 선보였다. Viva Las Vegas는 2006년 12月に 문을 닫았다.
2011년 3월 American Superstars는 15년 간의 공연을 마치고 제작자와 리조트가 공동으로 쇼를 종료하기로 결정하면서 문을 닫았다. 이는 라스베가스 역사상 가장 오래 지속된 쇼 중 하나였다. 같은 해 나중 가수 Frankie Moreno는 2년 계약을 체결했다. Theater of the Stars 쇼룸은 Moreno의 감독하에 리모델링되었으며, Stratosphere Showroom으로 이름이 바뀌었다. Bite는 2012년에 종료되었다.